# Shmuel David Luzzatto
Shmuel David Luzzatto (în ebraică שמואל דוד לוצאטו, în italiană Samuele Davide Luzzatto; n. 22 august 1800, Trieste, Monarhia Habsburgică – d. 29 septembrie 1865, Padova, Imperiul Austriac), cunoscut sub acronimul său ebraic Shadal שד"ל, a fost un teolog, filosof și poet evreu italian, care a scris mai ales în limbile ebraică și italiană, exeget al Bibliei ebraice și al Talmudului, filolog, pedagog și traducător, reprezentant al mișcării iluministe evreiești Haskala și unul din cei dintâi reprezentanți ai curentului „științei iudaice” - „Wissenschaft des Judentums” (Hohmat Israel). A activat în timpul dominației austriece în patria sa și a fost unul din principalii profesori ai Seminarului rabinic din Padua, începând din 1829.
Împreună cu Nahman Krochmal, Shlomo Yehuda Rapaport și Leopold Zunz, Shmuel David Luzzatto a fost unul din pionierii mișcării „Științei iudaice” (Hohmat Israel sau Wissenschaft des Judentums), care a promovat cercetarea științifică-academică a materiilor religiei iudaice. S.D.Luzzatto a fost un învățat erudit multilateral: el a tradus cele cinci Cărți ale lui Moise și alte câteva cărți din Biblia ebraică în limba italiană, adăugându-le prefețe și comentarii, a scris poezii, cărți de gramatică ebraică și arameică, a tradus în italiană și cărțile evreiești de rugăciuni Sidur și Mahzor, a publicat cercetări de istorie a evreilor, despre poezia evreiască medievală, despre Kabala,rugăciunile și gândirea iudaică, a redactat cărți de poezie, biografii și lucrări bibliografice. S.D. Luzzatto a publicat sute de articole în revistele ebraice ale vremii și a corespondat și schimbat opinii, într-un spirit de înrâurire reciprocă, cu toți ceilalți reprezentanți contemporani ai științelor iudaice.
Shadal a avut o concepție cristalizată despre lume, izvorâtă dintr-o largă cultură generală în domeniul filosofiei și gândirii europene, precum și din cunoștintele sale vaste în gândirea iudaică din toate vremurile. A încercat să îmbine spiritul raționalist și căutarea adevărului cu vederi romantice, religioase și naționale. 
El s-a opus preocupării exagerate cu filosofia și cu fundamentele religiei iudaice și s-a împotrivit Kabalei și misticii iudaice. El vedea în iudaism o religie bazată pe etică („abrahamism”), opusul culturii eline antice care, în opinia sa, era interesată mai ales de perfecțiunea rațiunii („atticism”). Dintre gânditorii iudaismului, el se opunea concepțiilor lui Maimonide și Avraham ibn Ezra, preferându-le, în schimb, pe cele ale lui Iuda Halevi. S.D. Luzzatto a sprijinit reașezarea evreilor în Țara Sfântă și renașterea limbii ebraice vorbite și s-a opus aspirației de asimilare a evreilor în neamurile din Europa, precum și iudaismului reformat.  
Concepția iudaică a lui S.D. Luzzatto nu și-a făcut prea mulți discipoli, nici între adepții mișcării Haskala, care l-au considerat prea conservator și nici în rândurile iudaismului ortodox, unde era privit ca prea reformist.
În schimb, ca profesor la Seminarul rabinic din Padua, el a exercitat o mare influență în configurarea vieții comunitare a evreilor din Italia, a "ritului italian", atât în epoca sa cât și în generațiile viitoare. Concepțiile sale în sfera națională au influențat generația renașterii naționale evreiești, după amurgul mișcării Haskala,

## Selecție de scrieri
- Ohev Ger ("Filoxenul, cel ce iubește pe străini"), 1830, Monografie la Targum Onqelos (titlul se referă la originea neevreiască a învățatului Onkelos)
- Betulat Bat Jehuda, 1840 (Fecioara din Iuda, despre Yehuda Halevi)
- Avney Zikaron ("Pietre memoriale"), 1841,  publicare a inscripțiilor de pe mormintele din cimitirul evreiesc din Toledo
- (ca editor) Editarea cărții de rugăciuni de sărbători ale evreilor romani Mahzor, 1856
- Teologia Morale Israelitica, 1862
- Yesodey ha-Tora ("Fundamentele Torei"), 1865
- Tal Orot ("Roua luminilor"), 1881 (Antologie de poezie ebraică medievală)
- The Book of Genesis: A Commentary by Shadal, ISBN 978-0765799937 Comentariu la Cartea Facerii